# بتسندورف
بتسندورف (به آلمانی: Beetzendorf) یک شهر در آلمان است که در التمارکریز سالزودل واقع شده‌است. بتسندورف ۳٬۲۶۷ نفر جمعیت دارد.